# Anapistula ishikawai
Anapistula ishikawai är en spindelart som beskrevs av Ono 2002. Anapistula ishikawai ingår i släktet Anapistula och familjen Symphytognathidae. Inga underarter finns listade i Catalogue of Life.